# Pedro Febles
Pedro Juan Febles González (Santa Cruz de Tenerife, 18 aprile 1958 – Caracas, 14 dicembre 2011) è stato un calciatore e allenatore di calcio venezuelano, di ruolo attaccante.

## Biografia
Nato in Spagna, crebbe in Venezuela; è morto a Caracas.

## Caratteristiche tecniche
Giocava come attaccante. Mezza punta, era solito agire all'interno dell'area di rigore, essendo dotato di buone doti realizzative; era anche in possesso di una affinata tecnica individuale.

## Carriera

### Club
Iniziò a giocare nel Deportivo Italia; dopo tre stagioni passò al Deportivo Galicia. Giocò con il club bianco-celeste dal 1979 al 1982, debuttando in Coppa Libertadores. Dopo tre stagioni con l'Atlético San Cristóbal passò al Deportivo Táchira, con cui segnò 4 reti nella Coppa Libertadores 1987; si trasferì poi al Marítimo, con cui chiuse la carriera.

### Nazionale
Giocò 25 partite in Nazionale tra il 1979 e il 1989. Nel 1979 giocò 3 incontri nella Coppa America. Nella Copa América 1983 raccolse 5 presenze, con 1 gol (segnato il 18 settembre contro l'Uruguay). L'ultima Coppa America cui partecipò fu quella del 1989: giocò 3 partite con la sua Nazionale. Nel corso della sua carriera partecipò a tre tornei di qualificazione ai Mondiali: 1982, 1986 e 1990, per un totale di 8 partite e 1 gol.

## Palmarès

### Giocatore

#### Club

##### Competizioni nazionali
- Campionato venezuelano: 2

Marítimo: 1987-1988, 1989-1990

### Allenatore

#### Club

##### Competizioni nazionali
- Campionato venezuelano: 1

Caracas: 1994-1995
- Copa Venezuela: 1

Caracas: 1994